# Суэ-Рогаль
Суэ́-Рога́ль (фр. Soueix-Rogalle) — коммуна во Франции, находится в регионе Юг — Пиренеи. Департамент коммуны — Арьеж. Входит в состав кантона Уст. Округ коммуны — Сен-Жирон.
Код INSEE коммуны — 09299.

## Население
Население коммуны на 2008 год составляло 375 человек.
| 1962 | 1968 | 1975 | 1982 | 1990 | 1999 | 2008 |
| ---- | ---- | ---- | ---- | ---- | ---- | ---- |
| 299  | 345  | 347  | 312  | 348  | 361  | 375  |

## Экономика
В 2007 году среди 207 человек в трудоспособном возрасте (15—64 лет) 146 были экономически активными, 61 — неактивными (показатель активности — 70,5 %, в 1999 году было 63,8 %). Из 146 активных работали 132 человека (71 мужчина и 61 женщина), безработных было 14 (8 мужчин и 6 женщин). Среди 61 неактивных 17 человек были учениками или студентами, 21 — пенсионерами, 23 были неактивными по другим причинам.